# Fédération socialiste asturienne-PSOE
La Fédération socialiste asturienne-PSOE (en espagnol : Federación Socialista Asturiana-PSOE, FSA-PSOE) est la fédération territoriale du Parti socialiste ouvrier espagnol (PSOE) dans les Asturies.
Fondée en 1901, la FSA-PSOE est relancée en 1977, après la fin du franquisme. Elle est la principale force politique de la principauté des Asturies depuis son accession à l'autonomie en 1983. À l'exception du scrutin de 1995, elle est toujours arrivée en tête des élections à la Junte générale, et elle n'a passé que cinq années dans l'opposition.

## Histoire
Le congrès fondateur de la Fédération socialiste asturienne se tient le 27 janvier 1901 à Oviedo. Il réunit 25 délégués issus de 14 sections socialistes créées entre 1891 et janvier 1901.

## Secrétaires généraux
| Titulaire             | Mandat                                                           | Fonction                                                                                             |
| --------------------- | ---------------------------------------------------------------- | --- |
| Rafael Fernández (es) | 1977 – 1978                                                      | Président du conseil régional (1978-1982) Président de la principauté (1982-1983)                    |
| Jesús Sanjurjo (es)   | 1978 – 1988                                                      | |
| Luis Martínez Noval   | 24 avril 1988 – 4 novembre 2000 (12 ans, 6 mois et 11 jours)     | Ministre du Travail (1990-1993) Porte-parole du groupe socialiste au Congrès des députés (1999-2000) |
| Javier Fernández      | 4 novembre 2000 – 1er octobre 2017 (16 ans, 10 mois et 27 jours) | Président de la principauté (2012-2017)                                                              |
| Adrián Barbón         | depuis le 1er octobre 2017 (7 ans, 5 mois et 13 jours)           | Président de la principauté (depuis 2019)                                                            |

## Résultats électoraux

### Junte générale
| Année | Chef de file              | Voix    | %        | #      | Sièges  | Gouvernement                                    |
| ----- | ------------------------- | ------- | -------- | ------ | ------- | ----------------------------------------------- |
| 1983  | Pedro de Silva            | 293 320 | 51,95    | 1er    | 26 / 45 | Silva I                                         |
| 1987  | Pedro de Silva            | 223 307 | 38,90 () | 1er () | 20 / 45 | Silva II                                        |
| 1991  | Juan Luis Rodríguez-Vigil | 218 193 | 41,02 () | 1er () | 21 / 45 | Rodríguez-Vigil (1991-1993), Trevín (1993-1995) |
| 1995  | Antonio Trevín            | 219 506 | 33,84 () | 2e ()  | 17 / 45 | Opposition                                      |
| 1999  | Vicente Álvarez Areces    | 280 979 | 45,93 () | 1er () | 24 / 45 | Álvarez Areces I                                |
| 2003  | Vicente Álvarez Areces    | 250 474 | 40,48 () | 1er () | 22 / 45 | Álvarez Areces II                               |
| 2007  | Vicente Álvarez Areces    | 252 201 | 42,04 () | 1er () | 21 / 45 | Álvarez Areces III                              |
| 2011  | Javier Fernández          | 179 619 | 29,92 () | 1er () | 15 / 45 | Opposition                                      |
| 2012  | Javier Fernández          | 161 159 | 32,10 () | 1er () | 17 / 45 | Fernández I                                     |
| 2015  | Javier Fernández          | 143 851 | 26,48 () | 1er () | 14 / 45 | Fernández II                                    |
| 2019  | Adrián Barbón             | 187 462 | 35,26 () | 1er () | 20 / 45 | Barbón I                                        |
| 2023  | Adrián Barbón             | 195 999 | 36,50 () | 1er () | 19 / 45 | Barbón II                                       |

### Cortes Generales
| Année   | Chef de file                 | Congrès des députés | Congrès des députés | Congrès des députés | Congrès des députés | Sénat | Gouvernement                                  |
| Année   | Chef de file                 | Voix                | %                   | #                   | Sièges              | Sénat | Gouvernement                                  |
| ------- | ---------------------------- | ------------------- | ------------------- | ------------------- | ------------------- | ----- | --------------------------------------------- |
| 1977    | Felipe González              | 182 850             | 31,80               | 1er                 | 4 / 10              | 1 / 4 | Opposition                                    |
| 1979    | Felipe González              | 200 346             | 37,37 ()            | 1er ()              | 4 / 10              | 3 / 4 | Opposition                                    |
| 1982    | Felipe González              | 339 575             | 52,36 ()            | 1er ()              | 6 / 10              | 3 / 4 | González I                                    |
| 1986    | Felipe González              | 278 946             | 46,26 ()            | 1er ()              | 5 / 9               | 3 / 4 | González II                                   |
| 1989    | Felipe González              | 248 584             | 40,81 ()            | 1er ()              | 4 / 9               | 3 / 4 | González III                                  |
| 1993    | Felipe González              | 271 877             | 39,69 ()            | 1er ()              | 4 / 9               | 3 / 4 | González IV                                   |
| 1996    | Felipe González              | 288 558             | 40,23 ()            | 2e ()               | 4 / 9               | 1 / 4 | Opposition                                    |
| 2000    | Joaquín Almunia              | 241 830             | 37,65 ()            | 2e ()               | 3 / 9               | 1 / 4 | Opposition                                    |
| 2004    | José Luis Rodríguez Zapatero | 305 240             | 44,29 ()            | 2e ()               | 4 / 8               | 1 / 4 | Zapatero I                                    |
| 2008    | José Luis Rodríguez Zapatero | 326 477             | 47,51 ()            | 1er ()              | 4 / 8               | 3 / 4 | Zapatero II                                   |
| 2011    | Alfredo Pérez Rubalcaba      | 185 526             | 29,73 ()            | 2e ()               | 3 / 8               | 1 / 4 | Opposition                                    |
| 2015    | Pedro Sánchez                | 145 113             | 23,50 ()            | 2e ()               | 2 / 8               | 1 / 4 | Opposition                                    |
| 2016    | Pedro Sánchez                | 147 920             | 25,10 ()            | 2e ()               | 2 / 8               | 1 / 4 | Opposition (2016-2018), Sánchez I (2018-2019) |
| 04/2019 | Pedro Sánchez                | 207 586             | 33,49 ()            | 1er ()              | 3 / 7               | 3 / 4 | Sánchez I                                     |
| 11/2019 | Pedro Sánchez                | 186 211             | 33,69 ()            | 1er ()              | 3 / 7               | 3 / 4 | Sánchez II                                    |
| 2023    | Pedro Sánchez                | 205 049             | 34,34 ()            | 2e ()               | 2 / 7               | 1 / 4 | Sánchez III                                   |